# Gelsemium sempervirens
Gelsemium sempervirens, ili žuti jasmin, biljna vrsta iz porodice Gelsemiaceae raširena po jugu Sjedinjenih Država i Meksiku, dok se u Europi uzgaja kao ukrasni grm. U hrvatskom jeziku je poznata kao žuti jasmin, što je ime i za vrstu Chrysojasminum fruticans.
G. sempervirens je zimzelena penjačica koja brzo raste, i može narasti do 3 m visine. Cvate od svibnja do srpnja; hermafrodit je (ima i muške i ženske organe) i oprašuje se insektima.
Žuti jasmin je otrovna biljka koja sadrži amorfne tvari koje imaju učinak sličan drogi, a otrovanje je vrlo ozbiljno, i smrt može nastupiti nakon nekoliko sati.

## Sinonimi
- Gelsemium lucidum Poir.
- Gelsemium nitidum Michx.
- Gelsemium nitidum var. inodorum Nutt.
- Jeffersonia sempervirens (L.) Brickell
- Lisianthius sempervirens Mill. ex Steud.
- Lisianthius volubilis Salisb.

- G. sempervirens
- G. sempervirens
- G. sempervirens